# Distretto di Meftah
Il distretto di Meftah è un distretto della provincia di Blida, in Algeria, con capoluogo Meftah.